# بی‌پایان (فیلم ۲۰۲۰)
بی‌پایان (به انگلیسی: Endless) یک فیلم درام، عاشقانه و فانتزی آمریکایی محصول سال ۲۰۲۰ به کارگردانی اسکات اسپیر با بازی الکساندرا شیپ و نیکلاس همیلتون است.
این فیلم در متاکریتیک، بر اساس رای ۵ منتقد، امتیاز ۲۷ از ۱۰۰ را دارد که نشان‌دهنده «بررسی‌های عموماً نامطلوب» است.

## داستان
رایلی (الکساندرا شیپ) و کریس (نیکولاس همیلتون) دو فارغ التحصیل دبیرستانی هستند که دیوانه وار عاشق می‌شوند، اما یک تصادف رانندگی غم انگیز آنها را از هم جدا می‌کند. او خود را به خاطر مرگ نابهنگام دوست پسرش سرزنش می‌کند در حالی که او در بلاتکلیفی گیر کرده است. به طور معجزه آسایی، این دو راهی برای ارتباط مجدد پیدا می‌کنند.